# Opieka wytchnieniowa
Opieka wytchnieniowa – element systemu pomocy społecznej; czasowa (weekendowa, kilku-, kilkunastodniowa) usługa opiekuńcza nad osobą niesamodzielną (zależną), dokonująca się w zastępstwie za opiekuna faktycznego (np. rodzica lub dzieci) w związku z zaistniałym zdarzeniem losowym, potrzebą załatwienia spraw dnia codziennego lub odpoczynkiem opiekuna faktycznego.
Opieka taka organizowana jest w Polsce przez jednostki samorządu terytorialnego w ramach usług opiekuńczych, a realizowana przez opiekunki środowiskowe. Może być też świadczona przez przedsiębiorstwa na rynku komercyjnym. Polega na pomocy w poruszaniu się i przemieszczaniu, pielęgnacji, zapewnieniu przygotowania i podania posiłków, higieny osobistej i kontroli czynności fizjologicznych, czystości w miejscu przebywania oraz wspólnym spędzaniu czasu.
Opieka wytchnieniowa realizowana może być m.in. poprzez zapewnienie usług w dziennych ośrodkach wsparcia, placówkach całodobowych, jednostkach systemu oświaty, ośrodkach urlopowych, zakładach opiekuńczo-pielęgnacyjnych i innych, jak również poprzez pomoc w miejscu zamieszkania.